# Гатчинсон (Нью-Джерсі)
Гатчинсон (англ. Hutchinson) — переписна місцевість (CDP) в США, в окрузі Воррен штату Нью-Джерсі. Населення — 103 особи (2020).

## Географія
Гатчинсон розташований за координатами 40°46′54″ пн. ш. 75°7′28″ зх. д. / 40.78167° пн. ш. 75.12444° зх. д. (40.781648, -75.124455).  За даними Бюро перепису населення США в 2010 році переписна місцевість мала площу 0,51 км², з яких 0,36 км² — суходіл та 0,16 км² — водойми.

## Демографія
Згідно з переписом 2010 року, у переписній місцевості мешкало 135 осіб у 54 домогосподарствах у складі 40 родин. Густота населення становила 263 особи/км².  Було 65 помешкань (127/км²).
Расовий склад населення:
| - 94,1 % — білих - 2,2 % — корінних американців |

До двох чи більше рас належало 3,7 %. Частка іспаномовних становила 0,0 % від усіх жителів.
За віковим діапазоном населення розподілялося таким чином: 21,5 % — особи молодші 18 років, 60,0 % — особи у віці 18—64 років, 18,5 % — особи у віці 65 років та старші. Медіана віку мешканця становила 45,9 року. На 100 осіб жіночої статі у переписній місцевості припадало 82,4 чоловіків;  на 100 жінок у віці від 18 років та старших — 96,3 чоловіків також старших 18 років.
Середній дохід на одне домашнє господарство  становив 109 531 долар США (медіана — 102 188), а середній дохід на одну сім'ю — 109 531 долар (медіана — 102 188). Медіана доходів становила 53 750 доларів для чоловіків та 44 063 долари для жінок. 
Цивільне працевлаштоване населення становило 60 осіб. Основні галузі зайнятості: транспорт — 40,0 %, освіта, охорона здоров'я та соціальна допомога — 21,7 %, виробництво — 11,7 %, науковці, спеціалісти, менеджери — 8,3 %.